# ويلسون براون
ويلسون براون (بالإنجليزية: Wilson Brown (admiral)) (و. 1882 – 1957 م) هو ضابط من الولايات المتحدة الأمريكية . ولد في فيلادلفيا، بنسيلفانيا .
توفي في نيو هيفن، كونيتيكت .

## الخدمة العسكرية
خدم في بحرية الولايات المتحدة.